# 5509 Rennsteig
5509 Rennsteig este un asteroid din centura principală de asteroizi.

## Descriere
5509 Rennsteig este un asteroid din centura principală de asteroizi. A fost descoperit pe 8 septembrie 1988 la Tautenburg de Freimut Börngen. El prezintă o orbită caracterizată de o semiaxă mare de 2,21 ua, o excentricitate de 0,14 și o înclinație de 2,2° în raport cu ecliptica.